# Kovács Ida (muzeológus)
Kovács Ida (Szabadszállás, 1956. június 25. –) magyar irodalomtörténész, fotótörténész, muzeológus.

## Életpályája
Budapesten érettségizett 1974-ben, a Teleki Blanka Közgazdasági Szakközépiskolában. 1974-es munkábaállása után amatőr színjátszó csoportban vesz részt.  
Az egri Ho Si Minh Tanárképző Főiskolán végzett magyar–orosz szakon (1980); egyetemi képzés: ELTE magyar nyelv és irodalom szak (1983), ELTE fotótörténet, posztgraduális (1995). BÁV-tanfolyam, festmény- és grafikabecsüs szakképesítés (1999). 
Doktori fokozatot (PhD.) az ELTE Történelemtudományi Doktori Iskolában szerzett művelődéstörténetből (2011). Doktori értekezése: Bepillantás a szentélybe (Az íróknál tett látogatás mint kommunikációs ceremónia az írói kultusz formálódásában), témája Kazinczy Ferenc és köre, utóélete, kultusza (témavezetője: Fábri Anna).
Kutatási irányok, szakterületek: a 19. századi magyar írók kultusza; 20. századi fotó- és ikonográfiai kutatások; irodalmi, képzőművészeti és fotókiállítások rendezése.
Férje Gyapay László irodalomtörténész (2007–).

### Munkahelyei
- 1974 laboráns, Vízkutató és Fúró Vállalat
- Petőfi Irodalmi Múzeum, 1975-től nyugdíjazásáig 
  - 1975–1980: ügyviteli alkalmazott
  - 1980–1987: muzeológus
  - 1987–1996: Művészeti és Relikviatár, főosztályvezető-helyettes
  - 1996–2020: Művészeti, Relikvia-és Fotótár, főosztályvezető

## Főbb művei
Publikációs listája az MTMT-ben.

### Kötetek
- "Nézzétek meg ezt a fotográfiát". Karinthy Frigyes összes fényképe. Ikonográfia; összeáll. Kovács Ida, előszó Halász László; NPI, Bp., 1982 (Fotótéka)
  - (Minden másképp van címen is)
- Kosztolányi Dezső: Napló. Igen becses kéziratok, 1933–1934; sajtó alá rend., jegyz. Kelevéz Ágnes, Kovács Ida, a gyorsírásos részeket áttette Schelken Pálma; Múzsák–PIM, Bp., 1985 (Irodalmi múzeum)
- Kosztolányi Dezsőné: Karinthy Frigyesről; sajtó alá rend., jegyz. Kovács Ida; Múzsák, Bp., 1988 (Irodalmi múzeum)
- Ment-e a könyvek által a világ elébb? 26 vers Vörösmarty Mihály születésének 200. évfordulóján; szerk. Kovács Ida, vál. Ilia Mihály et al.; PIM, Bp., 2001
- Ottlik képeskönyv; szerk. Kovács Ida, esszé Tandori Dezső; PIM, Bp., 2003
- Idesereglik, ami tovatűnt. József Attila összes fényképe; szerk., utószó Kovács Ida, előszó Beney Zsuzsa; PIM, Bp., 2005
- Halkan szitál a tört fény. Kosztolányi Dezső összes fényképe; összeáll., szerk., utószó Kovács Ida, előszó Fráter Zoltán; PIM, Bp., 2006
- Halotti maszk – élőmaszk. Tanulmányok a kegyelet kultúrtörténetéből; szerk. E. Csorba Csilla, Kovács Ida; PIM, Bp., 2006
- A Szép és a Jó. Kazinczy és a művészetek. Kiállítás a Petőfi Irodalmi Múzeumban, 2009. május 27–2010. február 28.; katalógusszerk. Kovács Ida; PIM, Bp., 2009
- Minden másképp van. Karinthy Frigyes összes fényképe; összeáll., szerk., előszó, utószó Kovács Ida; jav., bőv. kiad.; PIM, Bp., 2016[4]
  - ("Nézzék meg ezt a fotográfiát" címen is)
- Balatoni nyár. Írófényképek az 1950-es, '60-as, '70-es évekből; összeáll., szerk., előszó Kovács Ida; PIM–Önkormányzat, Bp.–Balatonfüred, 2018

### Kiállítások
- Fényképek Móricz Zsigmond hagyatékából (Nyugat Irodalmi Emlékmúzeum, 1982)
- „Napirend”. Nagy Lajos-emlékkiállítás (Nyugat Irodalmi Emlékmúzeum, 1983)
- „Minden másképpen van”. Karinthy Frigyes-kiállítás (Nyugat Irodalmi Emlékmúzeum, 1987)
- Költőportrék. Louise McCagg szobrászművész (társrend. Ladányi József, PIM, 1993)
- Mikszáth Kálmán: A pénzügyminiszter reggelije (grafikai kiáll., PIM, 1997)
- Madách Imre: Az ember tragédiája (Frankfurti Nemzetközi Könyvvásár, 1999; Római Magyar Akadémia, 2000)
- „Ment-e a könyvek által a világ elébb?”. Vörösmarty-verspályázat és kiállítás (PIM, 2000)
- Fej és írás. Kaján Tibor irodalmi karikatúrái (PIM, 2001)
- Rejtett bánat. Vajda János-kiállítás (PIM, 2002)
- "Idesereglik, ami tovatűnt". József Attila összes fényképe (PIM, 2005)
- „Áthorpadni a nemlétbe”. Halotti maszk – élőmaszk (PIM, 2006)
- "Halkan szitál a tört fény". Kosztolányi Dezső összes fényképe (PIM, 2006)
- A Szép és a Jó. Kazinczy és a művészetek (társrend. Gyapay László, PIM, 2009;[5] állandó kiáll.: Sátoraljaújhely, Kazinczy Múzeum, 2013)[6]
- „Hol reményben, hol bánatban” (állandó kiáll., Kápolnásnyék, Vörösmarty Emlékház, 2012)[7]
- „Az emberiség haladt, ha az egyén nem vette is észre”. Madách Imre és Az ember tragédiája (állandó kiáll., Csesztve, Madách Emlékmúzeum, 2012)
- Minden megvan. 100 éve született Ottlik Géza (társrend. Wernitzer Julianna, PIM, 2012)
- Madách Retro. A Tragédia színei 1964/2014 (társrend. Sidó Anna, PIM, 2014)
- Csinszka. A modell és múzsa (társrend. Hegyi Katalin, PIM, 2014)
- Kazinczy Ferenc-emlékszoba (állandó kiáll., munkácsi vár, 2015)[8][9]
- A mester én vagyok. Füst Milán-kiállítás (társrend. Szilágyi Judit, PIM, 2015)
- Móricz csizmája (kamarakiáll., PIM, 2017)
- Balatoni nyár. Írófényképek az 1950-es, ’60-as, ’70-es évekből (PIM, 2018; Balatonfüred, Vaszary-villa, 2019)[10]
- "Ragyogjon emberméltóság sugára" (Kápolnásnyék, Vörösmarty Emlékház, 2020)[11]

## Szakmai tagságok
- Kassák Alapítvány (Kassák Múzeum)
- Magyar Fotótörténeti Társaság

## Díjak, elismerések
- Miniszteri dicséret (1984)
- Kiváló Munkáért (1989)
- Minisztériumi nívódíj (2001)
- Móra Ferenc-díj (2010)
- Fáma-díj (PIM, 2014)